# La Vague (téléfilm)
Pour les articles homonymes, voir La Vague et The Wave.
La Vague (The Wave) est un téléfilm réalisé par Alexander Grasshoff sorti en 1981, inspiré de la Troisième Vague, une expérience de psychologie pratique réalisée au lycée Cubberley à Palo Alto (Californie) en 1969 par le professeur d'histoire Ron Jones. Il a été adapté en roman la même année.
Pour faire comprendre à ses élèves les sentiments qui peuvent emporter tout un pays dans le totalitarisme, le professeur fonda un mouvement fascisant qu'il baptisa « La Troisième Vague ». En quelques jours, dépassé par les événements et l'enthousiasme des élèves, le professeur mit un terme à l'expérience.

## Adaptations successives
L’expérience de Ron Jones, narrée dans un article écrit par le professeur lui-même en 1972 sous le titre « The Third Wave » (« La Troisième Vague »), est rendue publique pour la première fois en 1976, sous le titre « Take As Directed » dans un magazine indépendant, le CoEvolution Quarterly. L'aventure attire l'attention du producteur Norman Lear, lequel décide de produire un téléfilm. Ron Jones ne participera pas à l'élaboration du scénario, signé Johnny Dawkins. Tourné par Alexander Grasshoff en 1981, et diffusé la même année, le téléfilm The Wave (La Vague) reçoit un Peabody Award en 1981 et un Emmy Award en 1982.
Toujours en 1981, le romancier Todd Strasser, sous le pseudonyme de Morton Rhue, publie chez Dell Publishing, également sous le titre The Wave, une adaptation romancée et augmentée du téléfilm. Ce roman, d'après une rumeur persistante, aurait fait partie des lectures obligatoires pour les lycéens allemands, pendant les années 1990, mais cette information reste au conditionnel. La traduction en français, par Aude Carlier, est parue en 2008 sous le titre La Vague chez Jean-Claude Gawsewitch Éditeur.
L'énorme succès du téléfilm et du roman (traduit en quinze langues) a conduit à de nombreuses adaptations pour les planches, soit comme pièce de théâtre, soit comme comédie musicale.
L’expérience de Ron Jones a également inspiré le réalisateur allemand Dennis Gansel pour son film La Vague (Die Welle) réalisé en 2008, double lauréat des Prix du Film Allemand avec le Prix de Bronze dans la catégorie Meilleur film et le Prix d’Or décerné à Frederik Lau (Meilleur Second Rôle pour son interprétation de Tim). Le film a également été nommé au Festival du Film de Sundance (Grand Prix du Jury). Le film est sorti en mars 2009 en France.

## Intrigue
Rebaptisant les personnages (Ron Jones devient « Ben Ross »), l'intrigue du téléfilm et du roman reprennent la chronologie de l'expérience telle qu'elle a été relatée par Ron Jones dans son article de 1976. Ce qui commence comme un simple cours sur les bienfaits de la discipline se mue, en une semaine, en un mouvement fascisant de type totalitaire avec slogan (« La force par la discipline, la force par la communauté, la force par l'action »), signes de reconnaissance (logo et salut rappelant le salut nazi), embrigadement de type martial (pour répondre aux questions, les élèves doivent se lever, se mettre au garde-à-vous, et commencer leur réponse par l'adresse « Monsieur Ross »). Surpris par l'enthousiasme des élèves, terrifié par l'ampleur et la tournure que prennent les événements (la délation, les menaces et la paranoïa surgissent au sein du lycée), incapable de contrôler l'expérience dont il se sent lui-même le jouet, le professeur met un terme prématuré à la « Troisième Vague ». (Sur les problèmes de véracité historique de l'expérience, voir l'article La Troisième Vague).
L'histoire d'amour est présente dans le livre et dans le téléfilm, étant donné que c'est un élément important qui va apporter le dénouement de l'histoire.
Le roman de Todd Strasser accentue cette dimension romantique en faisant de Laurie la rédactrice en chef du journal du lycée, et en lui donnant la première place dans la résistance contre « La Vague ». Cet élément est déjà esquissé dans le téléfilm, mais sans l'importance que lui donne le roman : dans ce dernier, c'est un éditorial « anti-Vague » signé par Laurie qui déclenche la colère de David. Le roman explique par ailleurs l'adhésion inconditionnelle de David à « La Vague » : capitaine de l'équipe de football américain du lycée, le jeune homme parvient à dynamiser ses joueurs et à accroître leur cohésion grâce aux méthodes du mouvement (salut, slogans scandés, égalitarisme au sein de groupe, sentiment de supériorité, etc.). L'adoption, par l'équipe de football, des manières de « La Vague » permet aussi, dans le roman, d'expliquer la rapide notoriété du mouvement.

## Controverse
Ron Jones n'a pas participé à la conception du téléfilm de 1981. Dans un article publié en 1993 dans The Whole Earth Review, numéro 79 (été 1993), l'enseignant raconte que, convié à une avant-première à laquelle il assiste avec sa fille de huit ans, il se serait exclamé : « Ce n’est pas arrivé comme cela ! […] L'amour n'a pas enrayé La Vague, et il n'a sûrement pas enrayé l'Holocauste ! ». Dans ce même article, il précise : « Il fallait que j’explique à quelqu’un les erreurs historiques du film […]. Bien sûr, pour faire vendre le roman, les éditeurs ne manquent jamais d’indiquer « Fondé sur une histoire vraie ». Ils se gardent bien d’indiquer qu’ils ne racontent pas la vérité. »
Si Todd Strasser admet avoir fait œuvre de fiction et reconnaît n’avoir jamais rencontré Ron Jones, il estime pourtant que la véracité historique de l'expérience compte peu au regard du caractère vraisemblable de l'intrigue. L'adhésion du public, le succès non démenti du roman, justifieraient assez la pertinence du message.
Par ailleurs, retracer les événements qui se sont déroulés au lycée Cubberley entre la fin mars et le début avril 1967 pose de nombreux problèmes de concordance entre les sources, qui rendent audacieuse toute tentative de reconstitution exacte (voir l'article La Troisième Vague).